# Đỗ Ngọc Minh
Đỗ Ngọc Minh (sinh 5 tháng 2 năm 1977) là một doanh nhân người Việt Nam, nổi tiếng với thương hiệu DX Fashion và trang web mỹ thuật Soi

## Tiểu sử
Sinh tại Hưng Yên. Đỗ Ngọc Minh là con trai nguyên Chủ tịch hội đồng quản trị Agribank, Đỗ Tất Ngọc, và con rể của Đào Hồng Tuyển, người được mệnh danh là "chúa đảo Tuần Châu".
Ông từng có thời gian học cao học tại Úc và nhận được 2 tấm bằng Thạc sĩ kinh tế.

## Sự nghiệp
Sau khi học cao học tại Úc, Đỗ Ngọc Minh dự định mở một tạp chí dành cho trí thức trẻ nhưng không thành.
Với mục tiêu "không để ngoại tệ chảy ra nước ngoài vì hàng hiệu", Đỗ Ngọc Minh thành lập công ty kinh doanh mang tên DX Fashion và trở thành đối tác liên doanh với nhiều hãng thời trang nổi tiếng trên thế giới như Canali, Escada, Etro, Van Laack, Hiltl... và mở nhiều địa chỉ phân phối ở Hà Nội và TP.HCM.
Năm 2011, ông mở thêm một cửa hàng phân phối sản phẩm cao cấp mang tên LUALA tại Hà Nội.

## Soi
Cuối năm 2009, đầu năm 2010, Đỗ Ngọc Minh cùng Phan Thị Vàng Anh mở một trang mạng tại Soi trở thành một kênh thông tin mỹ thuật đa phương tiện phi thương mại và nhanh chóng trở thành diễn đàn mỹ thuật uy tín tại Việt Nam.

## Luala Concert
Đầu năm 2011, Đỗ Ngọc Minh dự định thực hiện một hoà nhạc cổ điển và jazz ngoài trời xuất phát từ sự thích thú của ông với mô hình tương tự ở châu Âu. Người quen và bạn bè của ông đều lo ngại cho ý tưởng này nhưng Xuân Huy, một nghệ sĩ violin ẩn dật, thì nhiệt liệt ủng hộ và hai người cùng nhau bàn bạc để đưa ý tưởng về Luala Concert thành hiện thực. Sau 2 tháng chuẩn bị, ngày 11 tháng 11 năm 2011, đúng kỉ niệm 100 năm thành lập Nhà hát Lớn Hà Nội, chương trình Luala Concert đầu tiên được ra mắt ngay trước Nhà xuất bản Âm nhạc. Chương trình được chia mùa biểu diễn tương tự như một chương trình thời trang.Chương trình nhanh chóng được ủng hộ nhiệt tình với càng nhiều nghệ sĩ tham gia làm khách mời như Thanh Lam, Mỹ Linh hay Hồng Nhung.